# ناصر امیرانصاری
سرتیپ ناصر امیرانصاری رییس شهربانی در سالهای (شهریور ۱۳۳۹–آبان ۱۳۳۹) و رییس راهنمایی رانندگی کل کشور در دروه دولت ملی مصدق بود.
او در رشته زرهی از دانشگاه جنگ فارغ التحصیل شده بود و نخستین فرمانده واحد زرهی ایران بود. او در دوره ریاست  تقی ریاحی در دولت ملی مصدق به ریاست راهنمایی رانندگی کل کشور انتخاب شد و در این سمت به مدت چهار سال فعالیت کرد و پایه گذار سیستمی نوین در پلیس راهنمایی رانندگی شد. وی سپس در سال  ۱۳۳۹ به مدت کوتاهی یعنی از شهریور تا آبان به ریاست شهربانی منصوب شد.